# Bo Reinholdt
Bo Reinholdt, (født 24. januar 1948 i Odense) er en dansk forfatter. Uddannet cand.mag. i dansk og latin fra Københavns Universitet i 1975. Debuterede i 1975 med erindringsnovellen Veranda i Gyldendals Magasin.
Reinholdt har produceret en række kortfilm bl.a.: Labrys En film om kunstneren Peter Brandes 1969 samt Flugten – en dokumentation 1970 (bronzeplakette ved Nordisk smalfilm 1971). Ud over at have skrevet avis- og tidsskriftsartikler har Reinholdt bidraget med tekster til en række af Peter Brandes udgivelser.

## Legater og Priser
- 1985 Forfatterne Harald Kiddes og Astrid Ehrencron-Kiddes Legat
- 2010 Statens Kunstfonds arbejdslegat for litteratur[1]
- 2020 Danske Skønlitterære Forfatteres Skulderklaplegat
- 2021 Statens Kunstfonds arbejdslegat for litteratur[1]

### Romaner/noveller
- 1975 Verandaen (Novelle) i Gyldendals magasin 18 redigeret af Erik Vagn Jensen
- 1983 Akefalens vidnesbyrd (Fortællinger) ISBN 978-87-418-5498-4, ISBN 87-418-5498-5
- 1985 Odinstaarnet eller Blow-Up (Fortællinger og prosastykker) ISBN 978-87-418-7310-7, ISBN 87-418-7310-6
- 1987 Til Sprogmesteren (Billedroman) ISBN 978-87-418-8232-1, ISBN 87-418-8232-6
- 1992 Molter (Roman) ISBN 978-87-418-6195-1, ISBN 87-418-6195-7
- 1994 Lucias øjne i Øje for øje : en antologi om synet redigeret af Iben Dalgaard, Pernille Kleinert og Lotte Stuhr, ISBN 87-88608-77-8
- 1996 Øjets purpur (Fortællinger og prosastykker) ISBN 978-87-583-0929-3, ISBN 87-583-0929-2
- 1997 Salveren (Roman) ISBN 978-87-583-1022-0, ISBN 87-583-1022-3
- 1998 Tavlen (Roman) ISBN 978-87-583-1079-4, ISBN 87-583-1079-7
- 1999 Klipperen og fotografen (To fortællinger) ISBN 978-87-583-1074-9, ISBN 87-583-1074-6
- 2002 Silkeåen (Webside ikke længere tilgængelig) (Cyberroman)
- 2003 I sit billede (Prosaisk oratorium) ISBN 978-87-90326-55-5, ISBN 87-90326-55-5
- 2004 Kirkeroman (under synonymet Ingolf Reinshagen)
- 2006 Thoras kammer (Monolog) ISBN 978-87-90326-78-4, ISBN 87-90326-78-4
- 2008 Den morgen i Jolkos (Roman) ISBN 978-87-90326-85-2, ISBN 87-90326-85-7
- 2010 Hjertets synskreds (Noveller) ISBN 978-87-92381-23-1
- 2015 Almester (Roman) ISBN 8793358016, ISBN 9788793358010
- 2016 Salveren (Roman, genudgivelse) ISBN 9788799563418
- 2016 Kore (Roman) ISBN 9788799563487
- 2018 Mytografens griller ISBN 9788797014103
- 2018 Der står et hus så øde. 55 evangeliesalmer fra advent til påske med melodier af Helge Lomholt
- 2019 Ormespringer ISBN 9788797014165
- 2020 Focus Puller ISBN 9788794026017
- 2021 Tancke ISBN 9788794026093

### Bidrag i udgivelser
- 1995 Isak En billedserie om Isak af Peter Brandes, ISBN 87-88949-42-7
- 1998 Op til en fod af Peter Brandes, ISBN 87-7245-763-5
- 2000 Næsten intet – dine sår – mine sår af Peter Brandes, ISBN 87-7457-248-2
- 2001 Past III af Peter Brandes, ISBN 87-7245-903-4
- 2005 Peter Brandes – i begyndelsen var Fyn, af Peter Brandes, ISBN 87-413-6481-3
- 2016 Syv salmer i tidsskriftet Hvedekorn nr. 4

### Avis- og tidsskriftsartikler
- 1966 Mesteren, illustreret tidsskriftsartikel i: Skalk – 1966, nr. 6 (1966). – S. 18-26
- 1967 Isefjordsmalerne, illustreret tidsskriftsartikel i: Almanak – Årg. 2, nr. 6 (1967/68). – S. 55-59
- 1968 In memoriam Ebonis Olai et Simonis Petri, illustreret tidsskriftsartikel i: Kirkens verden – Årg. 10 (1968). – S. 286-92
- 1969 Den musikalske Andersen, avisartikel i : Morgenposten – 1969-07-27
- 1969 Variationer, avisartikel i : Fyens Stiftstidende – 1969-12-05
- 1970 Djævlerier, illustreret tidsskriftsartikel i: Kirkens verden – Årg. 12 (1970). – S. 170-76
- 1970 Skæbnemosaik, avisartikel i : Fyens Stiftstidende – 1970-08-26
- 1970 KV 271 – hørt igen, avisartikel i : Fyens Stiftstidende – 1970-12-28
- 1975 Brev til Kaspar Hauser, avisartikel i : Fyens Stiftstidende – 1975-03-21
- 1979 Middag – ingen sol, avisartikel i : Frederiksborg Amts Avis – 1979-03-23
- 1983 Boutes i Nr. Herlev, illustreret tidsskriftsartikel i: Cras – Nr. 35 (1983). – S. 4-7
- 1986 En enquete om novellen i dag, tidsskriftsartikel i: Bogens verden – Årg. 68, nr. 2 (1986). – S. 57-72
- 1986 Maren i døren, tidsskriftsartikel i: Bogens verden – Årg. 68, nr. 2 (1986). – S. 61-62
- 1988 I rette tid, avisartikel i : Frederiksborg Amts Avis – 1988-05-18
- 1990 Marsyas : prosaisk passion, tidsskriftsartikel i: Fredag – Årg. 5, nr. 26 (1990). – S. 94-99
- 1990 Skygger : tilnærmelsens strategi, tidsskriftsartikel i: Den Blå Port – 1990, nr. 14. – S. 29-32
- 1991 Tobias' hjemkomst, avisartikel i : Politiken – 1991-01-13
- 1992 »a«, avisartikel i: Politiken – 1992-01-25
- 1993 Epitaph, illustreret tidsskriftsartikel i: Katalog / Museet for Fotokunst – Årg. 6 nr. 1 (1993). – S. 23-27
- 1999 Manden der helst vil kigge væk, interview af Flemming Andersen, avisartikel i: Aktuelt 1999-12-24, s. 20-21

### Film
- 1969 Labrys
- 1970 Flugten – en dokumentation

### Indtaling af lydbøger og andet
- 1972 Pariafølelsen og dens udslag i H.C. Andensens digtning, speciale til kandidateksamen 1972
- 1978 Plautus: Curculio romersk dramatekst indtalt med restitueret latinsk udtale for Gyldendal AV lydbøger
- 2006 Thoras kammer oplæst af forfatteren selv.